# Лебяжье (аэродром)
Лебяжье — бывший военный аэродром в Волгоградской области, расположенный вблизи города Петров Вал, в 16 км северо-западнее города Камышин.
По состоянию на 2014 год в гарнизоне и на аэродроме отсутствует комендатура, объект находится в стадии разграбления.

## История аэродрома
Аэродром построен в 1955 году для Камышинского военно-морского авиационного училища (16-е КВМАУ) для обучения курсантов на самолётах Ил-28 по минно-торпедному профилю. К аэродому относился полигон — Зензеватка. Первоначально была построена взлётно-посадочная полоса шириной 80 метров и длиной 2500 метров. В 1980-х годах была подвергнута капитальному ремонту и уменьшена до 44 м. После расформирования Камышинского военно-морского авиационного училища в 1957 году аэродром был передан Качинскому высшему военному авиационному училищу лётчиков для обучения курсантов 3—4 курсов на МиГ-21.
В 1991 году из Южной группы войск в Венгрии с аэродрома Кунмадараш на аэродром Лебяжье был выведен 1-й гвардейский авиационный полк истребителей-бомбардировщиков, переименованный в 1-й гвардейский инструкторский авиационный полк, вошедший в 1080-й УАЦ ПЛС. Авиационная техника: МиГ-23уб и МиГ-27М/Д. Задача — переучивание выпускников лётных ВУЗов на МиГ-27. С 1992 года полк первооружен на самолёты Су-24 и переименован в 1-й гвардейский инструкторский бомбардировочный авиационный полк. В 1998 году полк вышел из состава 1080-го УАЦ ПЛС с последующей реорганизацией из инструкторского в боевой полк и переименованием в 1-й гвардейский бомбардировочный авиационный полк. В 2009 году техника полка, в связи с реформированием, передана Морозовской авиабазе, личный состав частично введен в штаты Морозовской авиабазы, частично уволен по организационно-штатным мероприятиям.